# متحف بيت نريمان نريمانوف
متحف بيت نريمان نريمانوف (بالأذربيجانية: Nəriman Nərimanovun ev muzeyi) - هو المتحف التذكاري الذي يكرس للكاتب الأذربيجاني، الطبيب، شخص اجتماعي وسياسي، الرئيس الأول لمجلس مفوضي الشعب في جمهورية أذربيجان الاشتراكية السوفيتية نريمان نريمانوف.

## تاريخ المتحف
يقع المتحف البيت الذي عاش فيه نريمان نريمانوف منذ 1913 حتى 1918، في مدينة باكو شاريع استقلال 56. و تم افتتاحه المتحف عام 1977.

يتعرض في المتحف التذكاري عناصره الشخصية، وثائق وصور فوتوغرافية مخصوص لنريمانوف.
تم قطع شريط أحمر من قبل السكرتير الأول للحزب الشيوعي لجمهورية أذربيجان الاشتراكية السوفياتية حيدر علييف.
بعد إعلان استقلال أذربيجان في 1918، تم إثراء صندوق المتحف بوثائق أرشيفية حول ناريمانوف، و التي لم تكن متوفرة في السابق.
ارتفع عدد المعارض في المتحف من 400 إلى 5200.

## غرف المعارض

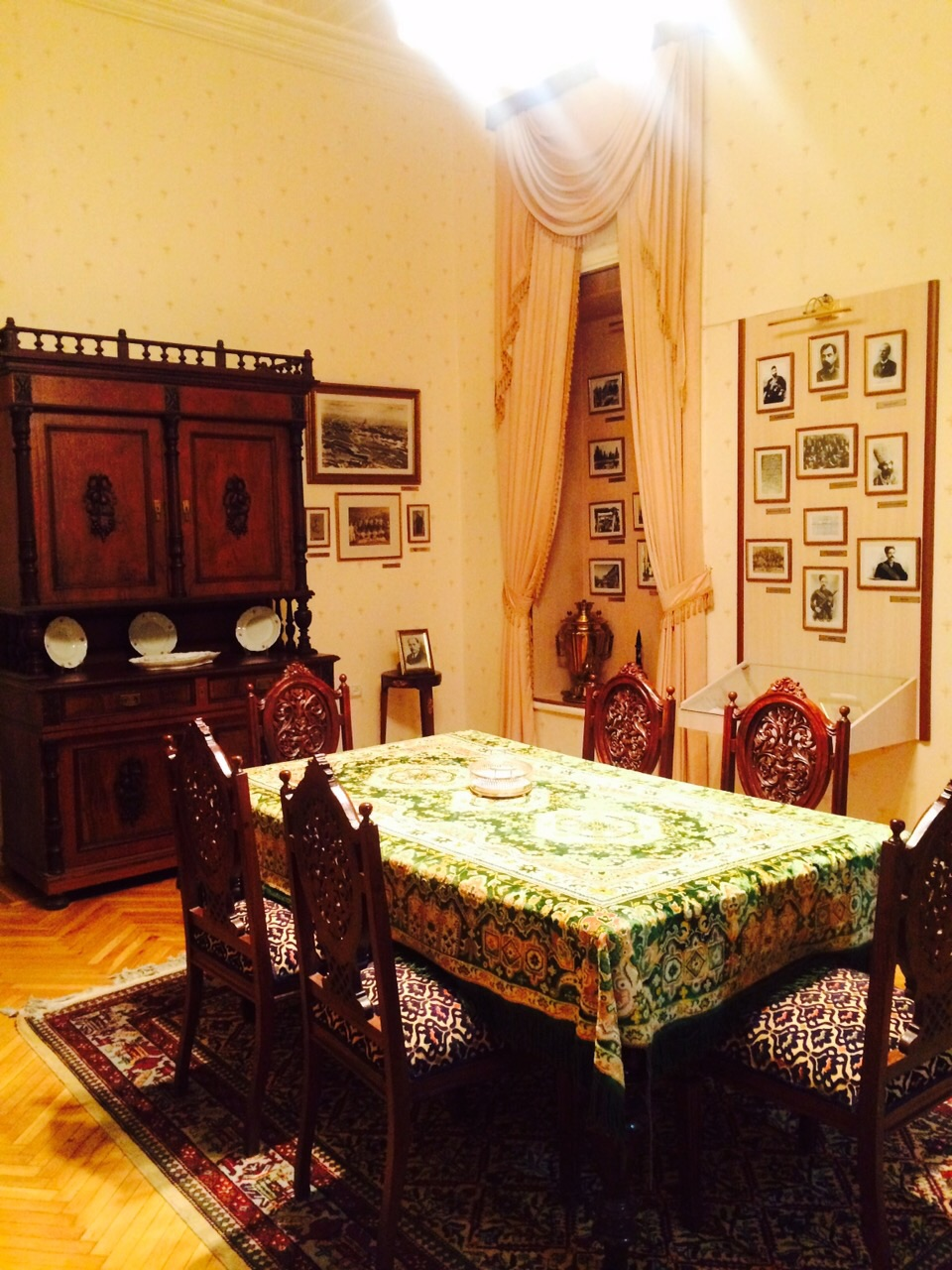
غرفة العشاء لمتحف بيت نريمان نريمانوف

يتكون معرض المتحف من الأربع الغرف: مطبخ، غرفته الخاصة الطبية، غرفة العشاء، وغرفة النوم. المعروضات في هذه الغرف عن نشاط السياسي والأدبي والطبي والدعائي والدبلوماسي نريمان نريمانوف.
ويتضمَّن الغرفة الأولى من المعرض الوثائق والمواد المتعلقة بطفولة وشاب ناريمانوف.
ويتضمَّن الغرفة الثانية من المعرض الوثائق والمواد التي تغطي العقود الأولى لقرن العشرين من النشاط الاجتماعي والسياسي نريمان نريمانوف.
يتعرض في معرض الغرفة الثالثة وثائق ومواد حول تذكارات ناريمانوف وأثاثه، ورسالة غير مكتملة لابنه النجف، ووثائق متعلق وفاة ناريمانوف وابنه، بالإضافة إلى وثائق تشير إلى اسم نريمان نريمانوف.
الغرفة الرابعة من المتحف هي غرفته خاصة طبية.
تمت استعادة كل شيء في هذه الغرفة كما كان في 1913-1918، استنادا إلى ذكرى إلتيفات هانم - ابنة الشقيق الأكبر ناريمانوف، سلمان.

## رواق

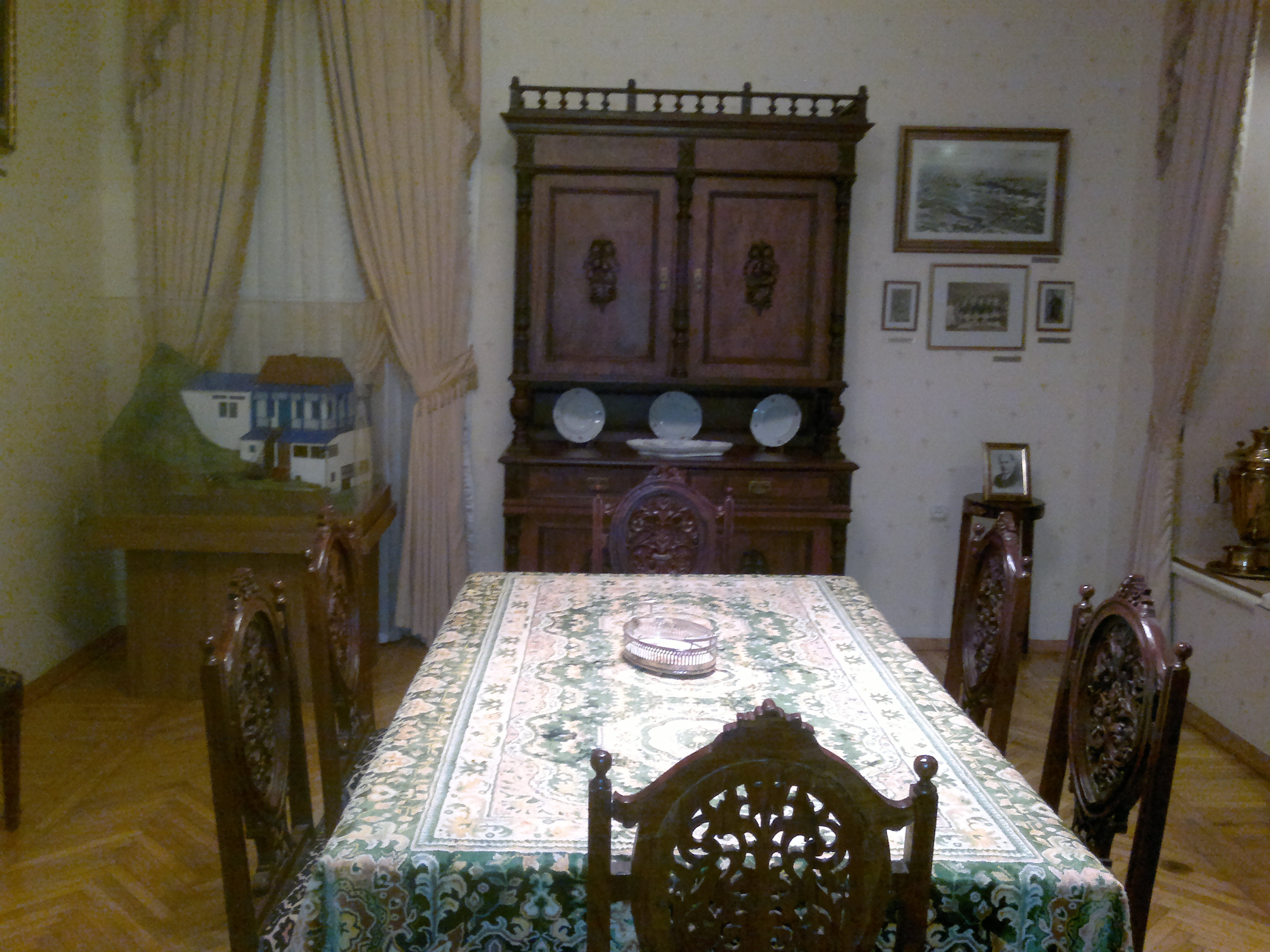
غرفة العشاء لمتحف بيت نريمان نريمانوف
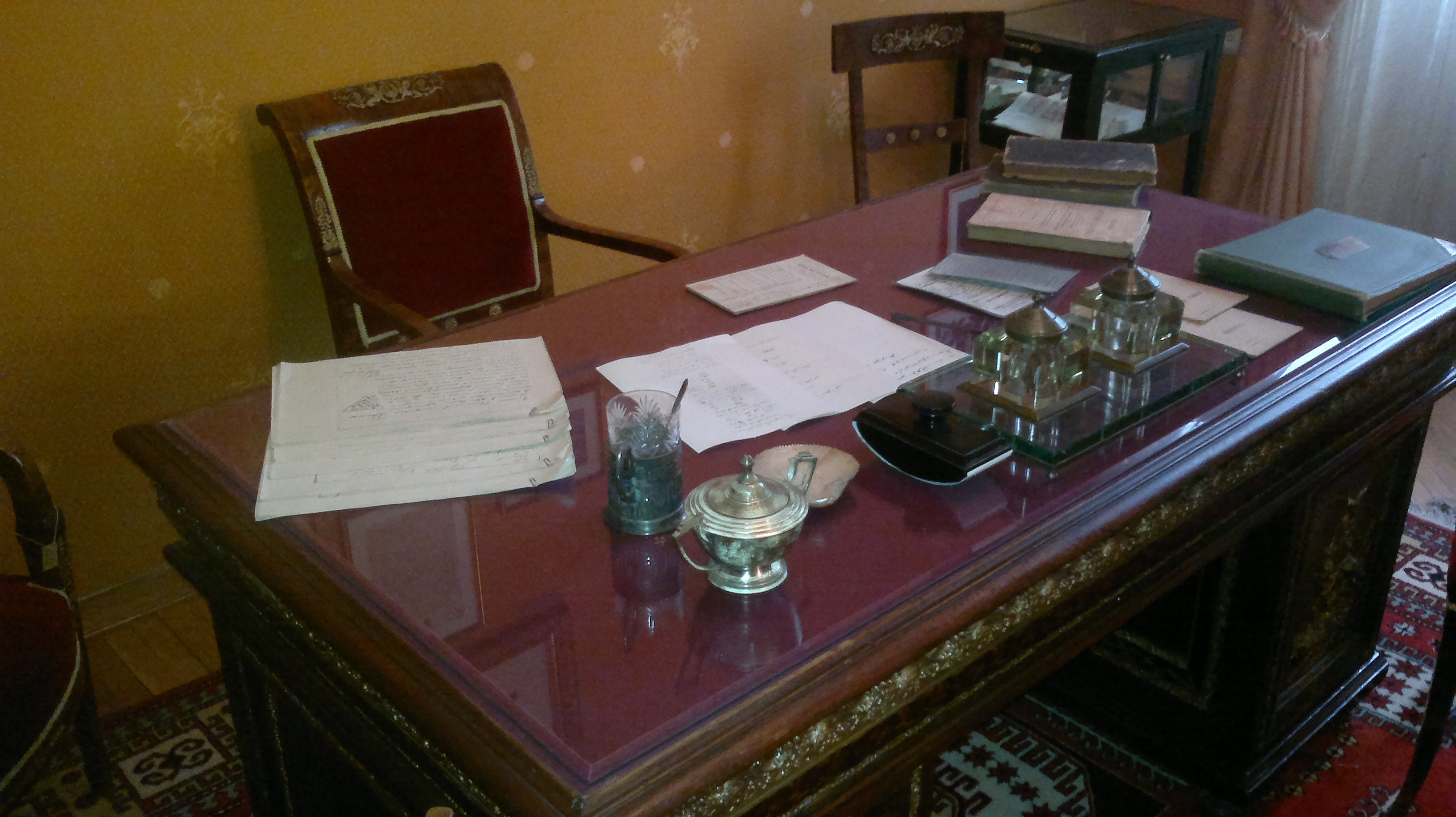
طاولة شخصية ناريمانوف في بيته
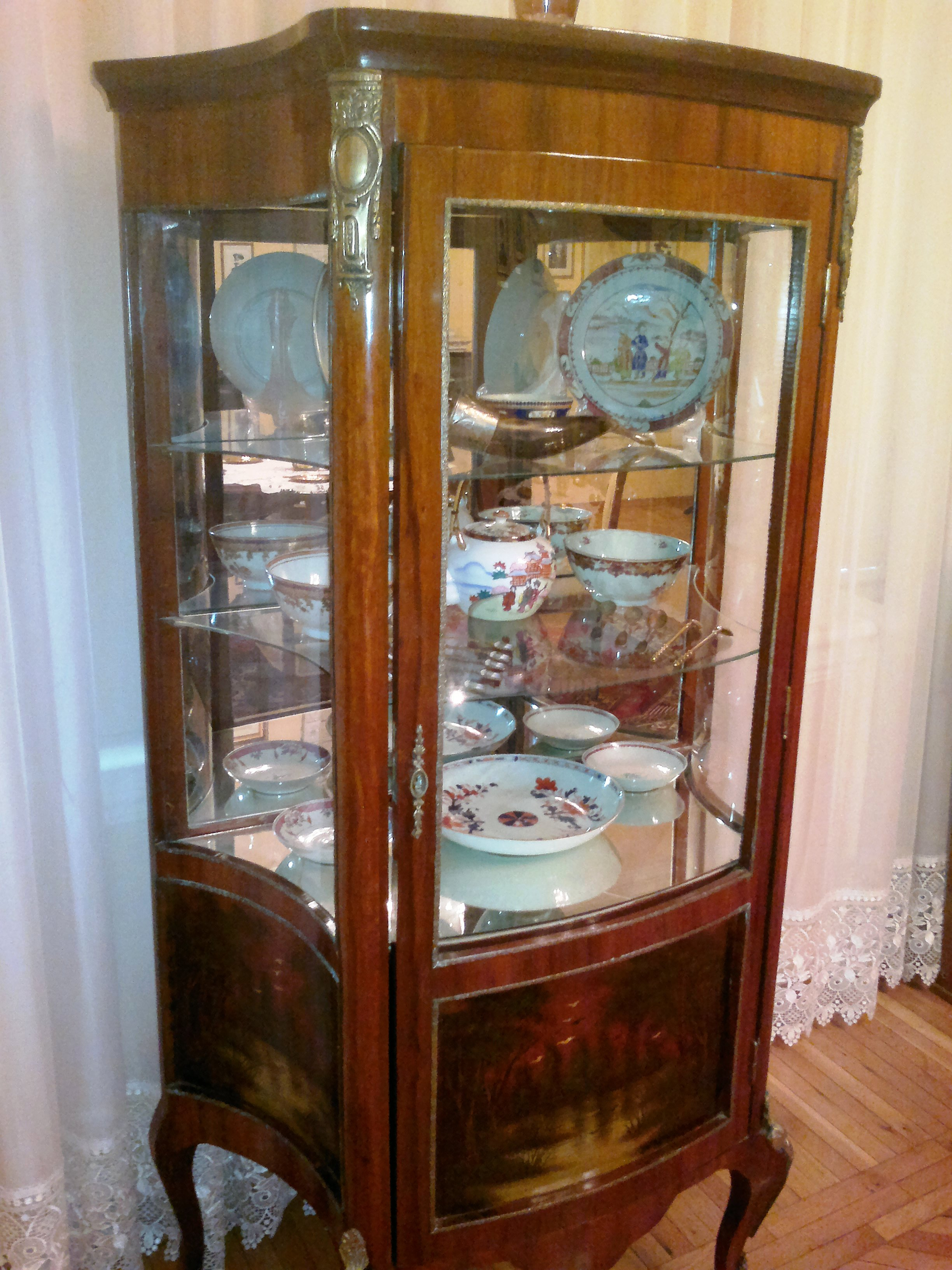
بيت متحف ناريمان ناريمانوف في باكو
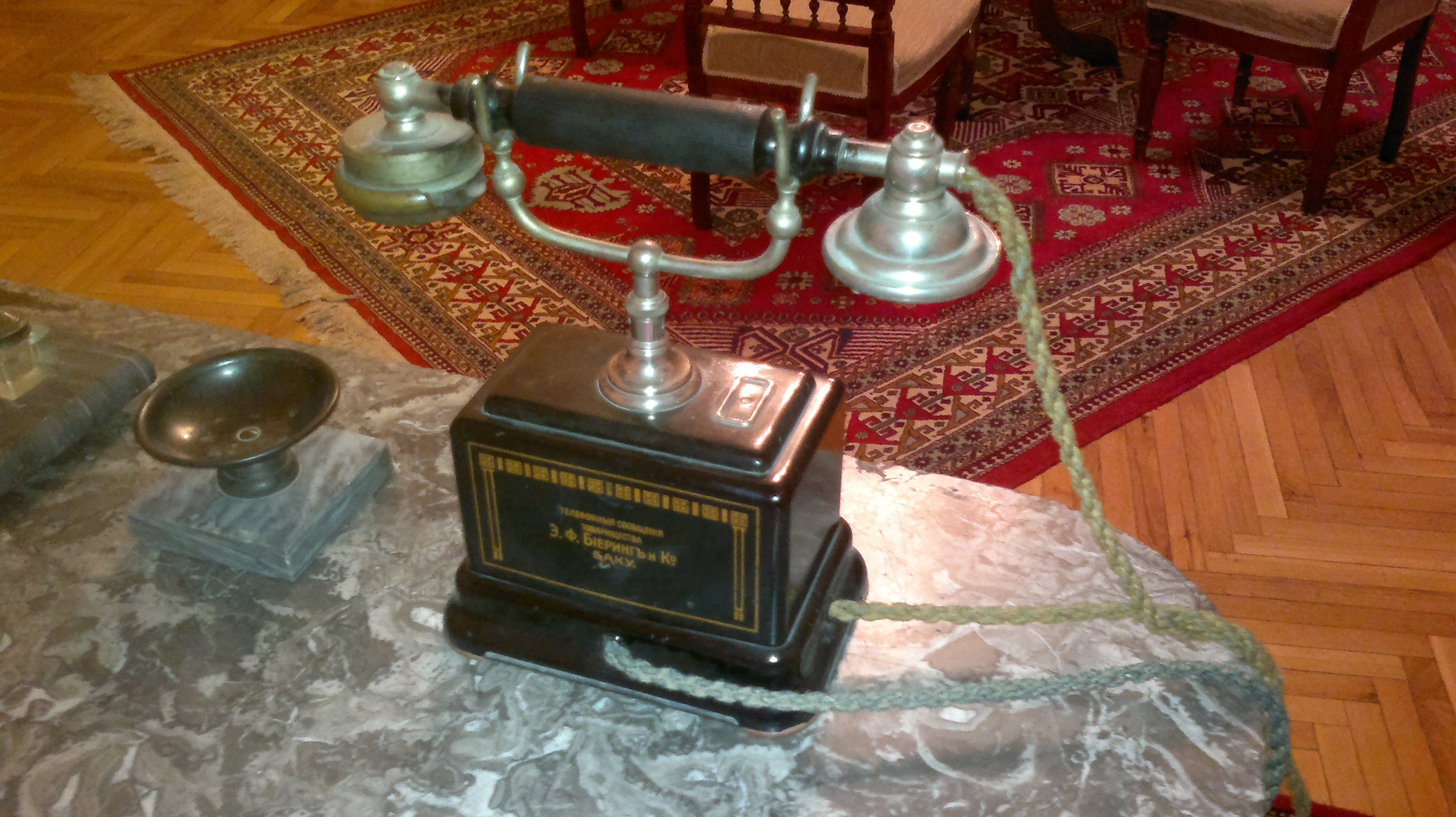
بيت متحف ناريمان ناريمانوف في باكو
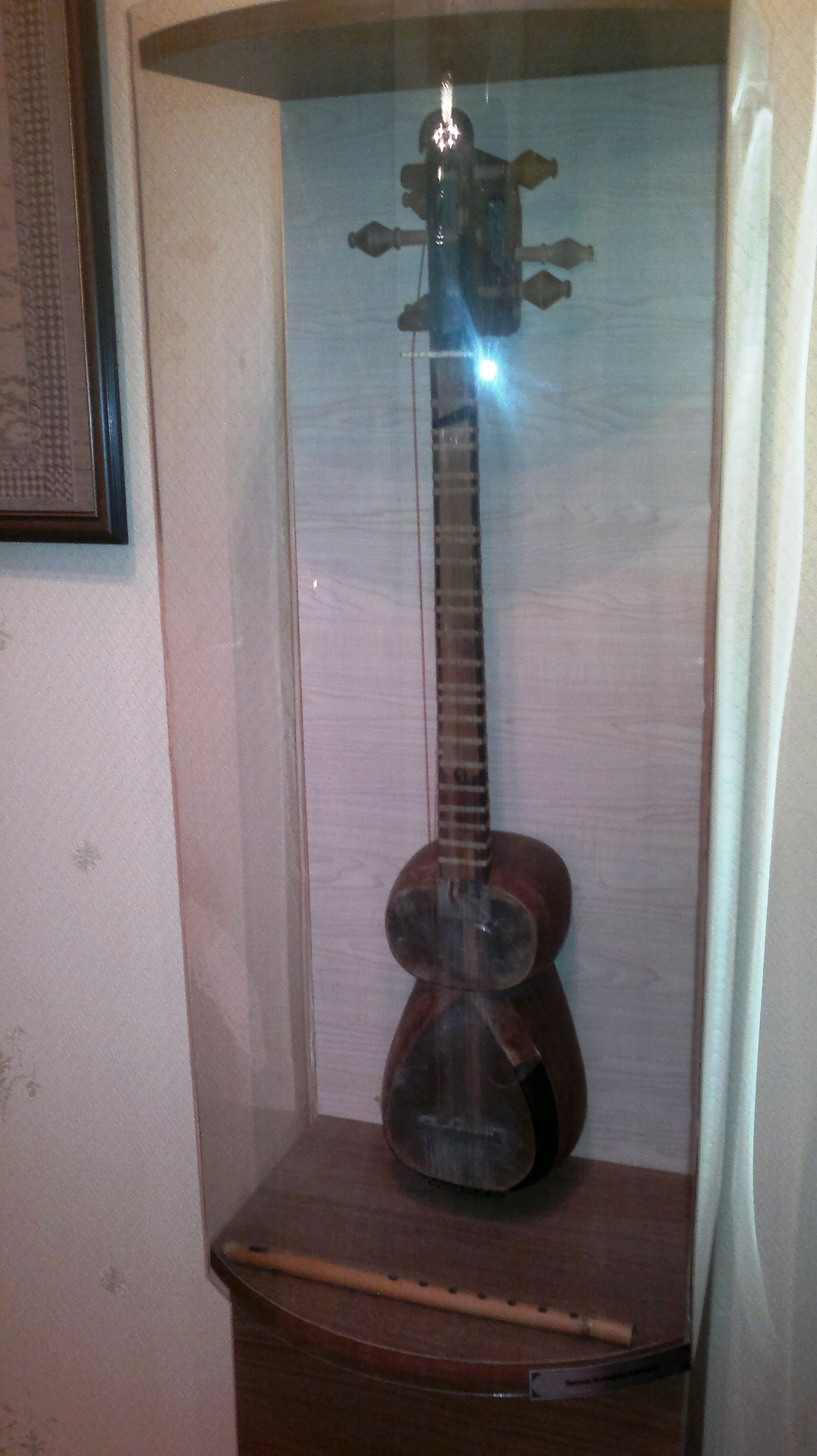
تار في بيت متحف ناريمان ناريمانوف
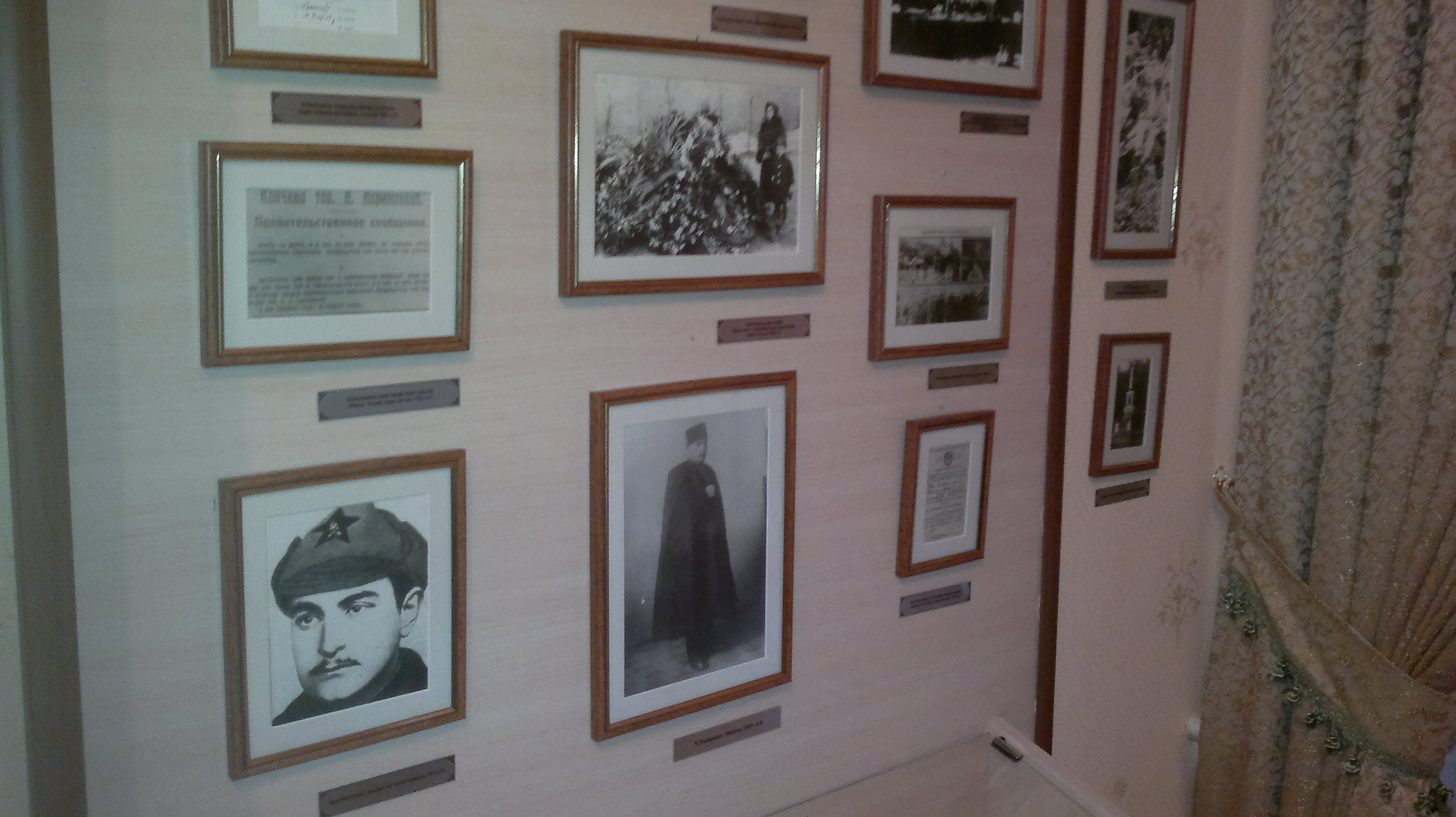
رواق الصوى في المتحف